# 필레몬에게 보낸 편지
필레몬들에게 보낸 편지, 빌레몬서, 필레몬에게 보낸 서간은 신약성경의 한 권으로, 콜로새 교회의 지도자인 필레몬에게 보낸 파울로스와 디모테오의 편지로 인정되며, 용서와 화해의 내용을 담고 있다. 파울로스는 자신이 저자라고 언급하지 않고 "그리스도 예수를 위하여 갇힌 자" 라 부르며, 디모테오는 "형제"로, 필레몬은 "동역자"라고 부른다. 오네시모는 주인인 필레몬을 떠났다가, 바울이 필레몬에게 "사랑 받는 형제"로 받아줄 것을 요청하는 이 편지를 가지고 돌아갔다.
필레몬은 부유한 기독교인으로, 골로새에 있는 가정교회의 감독으로 추정된다. 빌레몬서 1:1-2의 내용에 의하면, 이 가정교회는 필레몬의 집에서 집회를 가진 것을 볼 수 있다. 현재 이 편지는 바울의 저작이라는 데에 논란의 여지가 없다. 헬라어로 335글자밖에 없는, 현존하는 가장 짧은 파울로스의 편지이다.
이 한 장에 불과한 편지를 성경에 포함한 이유는 1세기 로마제국 시절 충격적인 기독교인의 평등 사상을 기념하는 의미이다. 이 시기에는 신분제와 노예제가 있었으며, 노예는 주인의 재산이었다. 노예가 분명한 오네시모와 그 주인(또는 주인과 같은 신분인 중개인)이 분명한 필레몬을 둘 다 동등한 하나님의 자녀로 묘사한다. 골로새서에서 기록한 오네시모와 연결되며 그는 노예 출신으로 교회 내에서 인정받는 일꾼이 된 사람이었다. 교회 전승에서는 오네시모와 필레몬이 활동하던 지역의 감독(주교)이 되었다고 전한다. 필레몬의 편지는 1세기, 모두가 같은 하나님의 자녀라 믿었던 그리스도인들이 실천한 놀라운 평등을 담은 편지였다.

## 구성

### 저자
필레몬에게 보낸 편지는 파울로스의 저작으로 인정되나, 의문을 품는 학자들이 극소수로 존재한다. 논란의 여지가 없는(undisputed) 편지는 이 외에도 6개가 있는데, 모두 파울로스의 저작으로 인정된다. 필레몬서의 저작성은 주로 튀빙겐 대학교의 독일 학자들로부터 도전을 받았는데, 대표적으로 페르디난드 크리스챤 바우어는 로마서와 고린도전, 후서, 그리고 갈라티아 이렇게 네 개만 바울의 저작으로 받아들였다. 바울은 필레몬서를 "우리의 의심을 자아내기에 충분할 정도로 매우 특이하다"고 평가했으며, 아마도 "개신교의 사상을 전달하기 위한 소설"일 것이라고 결론지었다.
이 편지의 시작에서 바울은 디모테오의 이름을 언급하며 인삿말을 남긴다. 그러나 바울이 주로 수신자와 관계가 있는 사람을 편지에 언급했다는 것을 고려한다면, 디모테오가 이 서신의 공동저자라기보다도 바울과 함께 에페소스에서 활동할 때 필레몬과 우연히 마주쳤다는 것의 증거일 것이라고 오브리엔은 주장한다.

### 목적(Occasion)
주류 해석에 따르면, 바울은 필레몬에게 잘못을 저지르고 도망친 종인 오네시모를 지지하기 위해 이 편지를 썼다. 이 잘못의 구체적인 내용은 기록되어 있지 않지만, "네게 빚진 것이 있으면 그것을 내 앞으로 계산하라"는 18절의 구절을 고려했을 때 아마도 돈을 훔친 후 도망쳤을 것으로 추측된다. 오네시모가 필레몬을 떠난 후 바울과 만나게 된 경위는 전해지지 않는다. 아마도 바울과 함께 투옥되었거나, 필레몬으로부터 바울에 대해 전해듣고는 바울을 찾아간 것으로 추정된다. 오네시모는 바울을 만난 뒤 기독교 신자가 되었으며, 바울은 오네시모를 계속 데리고있을 정도로 사이가 좋아졌을 것이다. 그러나 바울은 오네시모를 이 편지와 함께 필레몬에게 돌려보내는 편이 좋을 것이라고 생각되어, 그리스도 안에서 형제로 대하며 화해할 것을 목적으로 이 편지를 보낸 것이다. 이 편지가 보관되어온 것으로 보아, 바울의 간구는 받아들여졌을 것이다.
도망친 종으로서의 오네시모의 상황에 대해 앨런 드와이트 캘러핸 (Allen Dwight Callahan)은 그의 저작 하버드 신학 리뷰와 이후에 쓴 주석 등에서 의심하고 있다. 캘러핸은 16절 이하에 대해 "본문에서 오네시모가 수취인의 소유물이라는 내용은 찾아볼 수 없다. 심지어, 전통적인 도망친 노예 가설에 대한 내용은 편지에서 보이지 않는다. 현대의 주석 역시 이러한 해석이 우세하지만, 암묵적으로 인정하고 있을 뿐이다"라고 말한다. 캘러핸은 오리게네스의 설교와 마르키온파를 논박하는 서문 등 필레몬서의 초기 주석들이 오네시모의 노예상태에 대해 언급하지 않으며, 이와 같은 해석이 요한네스 크리소스토무스가 약 386-398년에 안티오케이아에서 활동할 때 쓴 저작인 Homiliae in epistolam ad Philemonem에서 처음 등장하는 것이라고 주장한다. 캘러핸은 오네시모와 빌레몬이 서로 소원하게 된 친형제이며, 이 편지의 목적은 그 형제를 화해시키기 위한 것이라고 주장한다. 벤 위더링턴 3세(Ben Witherington III)는 이러한 해석을 두고 바울의 수사학을 잘못 읽은 결과라고 비판한다. 이에 더해, 마가렛 M. 미첼(Margaret M. Mitchell)은 아타나시우스, 가이사랴의 바실리오, 암브로시에스터 등 크리로스토무스 이전의 수많은 저자들도 오네시모가 도망친 노예상태였음을 언급하고 있다고 논박하였다.
필레몬서 외에서 등장하는 오네시모에 대한 현존하는 유일한 기록은 골로새서 4:7-9의 내용이다. 여기서 오네시모는 "신실하고 사랑을 받는 형제"로 표현된다.

### 수취인
이 편지는 필레몬과 그의 가정교회에 다니는 압비아와 아킵보에게 보내졌다. 필레몬은 바울의 "동역자"로 묘사되었다. 골로새서에서 오네시모와 아킵보가 골로새교회의 신자로 언급되는 것을 고려했을 때, 필레몬은 골로새에서 살았을 것으로 추측된다. 또한 필레몬은 에페소스에서 바울의 설교를 듣고 개종하였을 것으로 추측되며, 압비아는 필레몬의 부인이었을 것으로 추측된다. 몇몇은 바울이 "병사"로 묘사한 아킵보에 대해 필레몬과 압비아의 자식이었을 것으로 추정하기도 한다.
존 녹스(John Knox)는 오네시모의 주인이 사실은 아킵보이며, 이 편지 역시 필레몬보다는 그에게 전달된 것이라고 주장한다. 이 해석에서, 필레몬은 이 편지를 받아 오네시모가 바울과 동역할 수 있도록 아킵보를 설득하는 역할을 맡는다. 그러나 이러한 해석은 많은 지지를 얻지는 못한다. 특히 녹스의 시각은 필레몬서의 인삿말에서부터 도전을 받는다. 오브리엔은 필레몬의 이름이 첫번째로 언급되며 2절에서 "네 집"이라는 표현이 사용된다는 점에서, 아킵보가 이 편지의 주 수취인이라는 해석에는 무리가 있다고 주장한다. 녹스는 더 나아가 이 편지가 골로새교회에 두루 읽히며 아킵보를 압박할 목적으로 쓰여졌다고 주장하는데, 수많은 학자들이 이 편지의 어조는 그런 것이 아니라고 반박하고 있다. 일례로 J.B. 라이트풋(Lightfoot)은 "오네시모를 변호하는 바울의 세심함과 재치는, 한 출판요구에 의해 무사로 돌아갈 것이다"라고 말했다.

## 내용

### 인사 (1–3)
개회인사는 바울 서신의 전형을 따른다. 바울은 첫번째로 자신을 "그리스도 예수를 위하여 갇힌 자"라고 소개하는데, 이는 바울이 실제로 투옥중이라는 것을 의미한다. 그는 또한 그의 동역자 디모테오를 언급하는데, 이는 수취인이 그와 아는 사이일 것을 증거하는 요소가 된다. 바울은 필레몬에 더해 그 집에서 모이는 압비아와 아킵보 에게도 인사를 보낸다. "자매 압비아"는 필레몬의 부인으로, "병사 된 아킵보"는 그의 아들로 추정되곤 한다. 바울은 은혜와 평강을 기원하는 것으로 인사를 마친다.

### 빌레몬의 믿음과 사랑 (4–7)
바울은 감사와 중보기도드림에 대해 언급함으로써, 주된 요청사항을 언급할 준비를 한다. 바울은 하나님께 빌레몬의 사랑과 믿음에 대해 감사드리며, 그의 믿음이 효과적이기를 기도한다. 빌레몬이 사랑으로 많은 기쁨과 위로를 얻었음을 언급하는 것으로 이 문단을 마친다.

### 오네시모를 위하여 간구하다 (8–20)
바울은 오네시모를 위해 특별히 간구하게 된 상황과 그 목적을 잘 설명하고 있다. 바울이 비록 아주 담대하게 마땅한 일로 명할 수도 있으나, 필레몬의 사랑과 인자에 기대어 간구하고 있음을 밝힌다. 바울은 또한 오네시모에 대한 애정과 함께 오네시모가 그리스도에 대한 믿음으로 변화하였다고 기록한다. 오네시모가 이전에는 "무익"하였으나 이제는 바울과 필레몬에게 "유익"하게 되었다고 전하는데, 이는 오네시모(Ὀνήσιμος)가 "유익"이라는 의미를 가지는 것을 사용한 말장난이다. 이처럼 바울은 오네시모와 함께하는 것을 아주 유익하다 여겼음에도 불구하고, 그를 필레몬에게 돌려보내는 것이 옳은 것이라고 생각한 것이다. 이에 바울은 필레몬에게 오네시모를 "내게 하듯 영접"할 것을 요청하는데, 이는 즉 그리스도안에서 형제된 자로 대하라는 것이다. 바울은 또한 오네시모가 필레몬을 떠난것으로부터 생긴 모든 빚을 자기가 갚을 것이며, 그리스도 안에서 자신의 마음을 평안하게 해줄 것을 표현한다.

### 끝 인사 (21–25)
이 편지의 마지막에서 바울은 필레몬이 자기가 요청한 것 보다 "더 행할 줄을 아노라"며 신뢰를 표현하는데, 이는 아마도 오네시모를 다시 자신에게 돌려보내주기를 원하는 마음을 나타낸 것이다. 그는 또한 필레몬을 방문하고자 하니 방을 준비해줄 것을 부탁하며, 다섯명의 동역자 에바프라, 마르코, 아리스다르코, 데마, 루가의 안부를 전한 후 축복기도로 편지를 마친다.

## 주제
바울은 그의 저작에서 종과 자유인의 비유를 자주 사용한다. 이 시대에는 노예제가 매우 흔했으며, 필레몬에게 보낸 편지의 주제에서도 볼 수 있다. 종은 가정에서 주로 찾아볼 수 있었는데, 이 편지에서는 목회적 관점에서 일부 노예들의 고통을 완화시키기를 원한 바울의 모습을 볼 수 있다.
그러나 노예제가 이 글의 주제임에도 불구하고, 바울은 노예제에 대해 부정적이거나 긍정적인 모습을 보여주지 않는다. 몇몇 학자들은 이 시대에 노예해방을 상상하는 것은 상상도 할 수 없는 일이라고 말하는데, 이는 노예제가 사회에 깊이 배어들었으니 "노예제 폐지를 주장하는 자들은 동시에 폭도로 간주되었으니, 이와같은 정치적 운동은 상상도 할 수 없었"기 때문이다. 이 서신에서 바울은 노예제를 그저 사회에 자리잡은 제도 중 하나로 받아들일 뿐, 그 올바름에 대해 의문을 품지는 않는다. 그러나 바울은 노예제를 사람이 만든 제도로 보았고, 사람이 만든 제도는 모두 점차 사라져야 한다고 믿었다. 이는 예수가 곧 재림하며, 현재의 세상은 그 즉시 사라질 것이라는 바울의 관점에서 비롯되었을 것이다. 이는 바울 신학과 기독론의 일부이다.
오네시모의 노예처지에 대해, 바울은 오네시모가 필레몬에게 자유인으로서, 특히 사랑받는 형제로서 돌아가야한다고 말한다. 또한 그 시절의 로마법으로는 도망친 노예에 대한 주인의 처벌에 제한을 두지 않아 사형까지 시킬 수 있었음에도 불구하고, 바울은 오네시모가 처벌되어서는 안된다고 주장한다. 바울은 이를 염려하여 필레몬에게 오네시모를 용서, 화해, 우애로 받아줄 것을 요청한 것이다. 바울은 또 사람들을 나누는 사회적 방벽을 부수고 나아가려고 시도한다. 우리는 이를 고린도전후서를 포함한 다른 서신들에서도 볼 수 있는데, 여기서 바울은 사람들이 그리스도 안에서 하나되어야 한다고 주장한다. 보니 B. 터스튼(Bonnie B. Thurston)은 Sacra Pagina: Philippians and Philemon라는 책에서는 이를 두고, 노예에서 자유인으로의 이동이 "예수 그리스도의 주인됨 아래"에서 이루어져야 함을 주장한다. 이는 곧, 오네시모의 높아짐과 순종함이 필레몬이 아닌, 예수 그리스도로부터 나오는 것이라는 뜻이다.
13-14절에서 바울은 필레몬이 오네시모를 돌려보내주기를 바라는데, 오네시모를 자유인으로 만들어 줄 것을 요청하는 목적이일 수도 있다. 마샬(Marshall), 트레비스(Travis), 폴(Paul)은 "바울은 오네시모가 자신의 동역자로 함께하기를 바랐을 것이다. (중략) 만일 오네시모가 바울의 동료로 들어오기를 바란 것이 아니었다면, 뭘 더 말해야할지 모르겠다"고 말한다.

## 중요성
사라 루덴(Sarah Ruden)은 Paul Among the People (2010)에서, 바울이 이 편지를 통해 "하나님께 무조건적으로 귀중하므로, 다른 사람들을 존중할 권한이 부여된" 서구적인 개인 개념을 창조했다고 주장한다. 바울 이전에 노예는 인간 이하의 것으로 고려되었고, 동물 이상의 존중을 받지 못했었기 때문이다.
디어밋 맥컬록(Diarmaid MacCulloch)은 A History of Christianity에서 이 서신을 "노예제를 정당화하는 기독교적 토대"로 표현하였다.

로마제국에서의 초기 기독교 공동체의 상황과 노예제에 기반한 고전 고대의 경제체제를 고려할 때, 필레몬서에 대한 평가는 더욱 높아진다. 디오그네투스에게 보내는 편지는 다음과 같이 말한다.
기독교인이 다른 사람들과 구분되는 점은 국가도, 언어도, 풍습도 아니다... 그들은 육 안에서 살지만, 육으로 살지는 않는다. 그들은 땅에서 살지만 천국의 시민이다. 그들은 정해진 법을 따르는 동시에, 법을 능가하는 생활을 한다.
교황 베네딕토 16세는 이 편지를 회칙 '희망으로 구원된 우리(Spe salvi)'에서 인용하며, 중세시대에 노예제를 사라지게 한 데 기독교의 역할이 결정적이었던 것과 같이 사회를 변화시키는 기독교의 능력을 강조한다.

## 같이 보기
- 빌레몬서 본문 비교
- 노예제에 대한 기독교적 시각

## 참고 문헌
- Baur, Ferdinand Christian (1875). 《Paul: His Life and Works》. 번역 Rev. A. Menzies 2판. Williams & Norgate.
- Bruce, F. F. (1984). 《The Epistles to the Colossians, to Philemon, and to the Ephesians》. New International Commentary on the New Testament. Eerdmans. ISBN 978-0-8028-2510-0.
- Callahan, Allen Dwight (1993). “Paul's Epistle to Philemon: Toward an Alternative Argumentum”. 《Harvard Theological Review》 86: 357–76. JSTOR 1509909.
- Lightfoot, J. B. (1879). 《Saint Paul's Epistles to the Colossians and to Philemon》. Macmillan.
- Mitchell, M. M. (1995). “John Chrysostom on Philemon: A Second Look”. 《Harvard Theological Review》 88: 135–48.
- O'Brien, Peter (1982). 《Colossians, Philemon》. Word Biblical Commentary. Word Books. ISBN 0-8499-0243-6.
- Witherington, Ben (2007). 《The Letters to Philemon, the Colossians, and the Ephesians: A Socio-Rhetorical Commentary on the Captivity Epistles》. Eerdmans. ISBN 978-0-8028-2488-2.

## 더 읽어볼만한 문헌
- J. M. G. Barclay, Colossians and Philemon, Sheffield Academic Press, 1997 ISBN 1-85075-818-2
- N. T. Wright, Colossians and Philemon, Tyndale IVP, 1986 ISBN 0-8028-0309-1

| 필레몬에게 보낸 편지 바울 서신 |                    |               |
| 이전 디도에게 보낸 사목 서신   | 신약성경 성경 목록 | 이후 히브리서 |